# لؤلؤ
اللؤلؤ إفراز صلب كروي يتشكل داخل صدفة بعض أنواع الرخويات والمحار وتصنف من الأحجار الكريمة. تفرز تلك المادة من خلايا الظهارية (في الطية أو في فص أو فصان في الجدار المبطن للمحارة في الرخويات) وهو نسيج ستائري بين الصدفة والجسم، ويفرز في طبقات متتابعة حول جسم مزعج عادة ما تكون طفيليات في حالة اللآلئ الطبيعية يعلق في النسيج الناعم للمحار. اللؤلؤة تبنى من طبقات من الأرجونيت أو الكالسيت (كربونات الكاليسوم المتبلورة) وتمسك الطبقات ببعضها البعض بمادة كونكيولين (مادة عضوية قرنية قشرية صلبة) وتركيبها مشابه لتركيب عرق اللؤلؤ الذي يشكل الطبقة الداخلية لصدفة المحار. تعتبر اللؤلؤة المثالية مستديرة وناعمة تمامًا، ولكن من الممكن تشكل العديد من الأشكال الأخرى، المعروفة باسم لآلئ الباروك (baroque pearls). إن أجود أنواع اللآلئ الطبيعية قدرت كأحجار كريمة وأشياء للجمال لعدة قرون. لهذا السبب أصبحت اللؤلؤة مجازًا لشيء نادر وأنيق ورائع وقيِّم.
تتواجد أثمن اللآلئ تلقائيًا في البرية، ولكنها نادرة للغاية، يشار إلى هذه اللآلئ البرية باللآلئ الطبيعية. إن اللآلئ الصناعية المُستزرعة أو المستنبتة من محار اللؤلؤ وبلح البحر في المياه العذبة تشكل غالبية الكمية التي تباع حاليًا. تباع اللآلئ المقلدة (Imitation pearls) أيضًا على نطاق واسع كمجوهرات رخيصة، ولكن جودة تقزحها عادة ما تكون رديئة للغاية ويمكن تمييزها بسهولة عن تلك الموجودة في اللؤلؤ الأصلي. تم حصاد اللؤلؤ وزراعته في المقام الأول لاستخدامه في المجوهرات، ولكن في الماضي كانت تستخدم أيضًا لتزيين الملابس. كما تم طحنها واستخدامها في مستحضرات التجميل والأدوية وتركيبات الطلاء.
سواءً كانت اللآلئ برية أو مزروعة، فإن اللآلئ ذات جودة الأحجار الكريمة دائمًا ما تكون صدفية ومتقزحة اللون، مثل الجزء الداخلي من الصدفة التي تنتجها. ومع ذلك فإن جميع أنواع الرخويات الصدفية تقريبًا قادرة على إنتاج لآلئ (تقنيًا «خرسانات كلسية») ذات لمعان أقل أو شكل أقل تكويرًا. على الرغم من أن مختبرات الأحجار الكريمة قد يُشار إليها أيضًا باسم «اللؤلؤ» من قِبل مختبرات الأحجار الكريمة وأيضًا بموجب قواعد لجنة التجارة الفيدرالية الأمريكية وتتشكل بالطريقة نفسها، إلا أن معظمها ليس له قيمة باستثناء كونها تحف لافتة للنظر.

## التعريف
يمكن لجميع الرخويات المقشورة من خلال العمليات الطبيعية، إنتاج نوع من «اللؤلؤ» حين ينحصر جسم مجهري مزعج داخل طيات الجدار المبطن، ولكن الغالبية العظمى من 

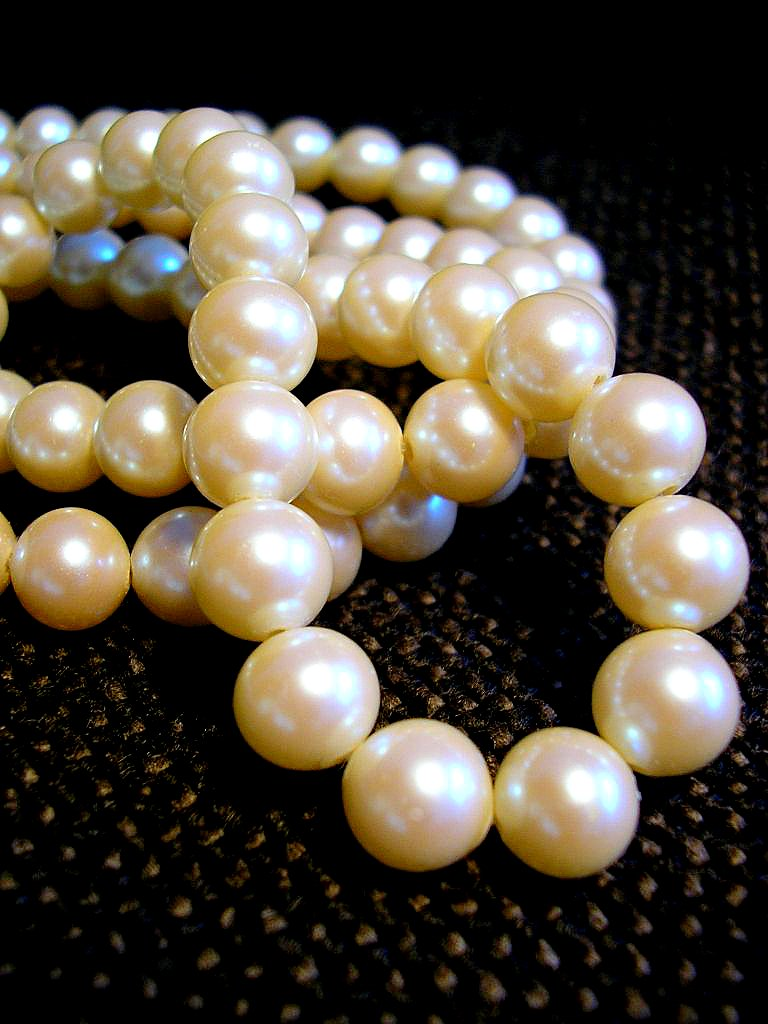
عقد من اللؤلؤ

هذه «اللآلئ» لا يتم تقييمها كأحجار كريمة. يتم إنتاج اللآلئ الصدفية وهي الأكثر شهرة والأكثر أهمية من الناحية التجارية، بشكل أساسي عن طريق مجموعتين من الرخويات: ذات الصدفتين أو المحار. تصنع لؤلؤة الصدف من طبقات من الصدف، بنفس العملية الحية المستخدمة في إفراز عرق اللؤلؤ (أم اللؤلؤ) الذي يبطن الصدفة.
تعتبر اللآلئ الطبيعية (أو البرية) التي تشكلت دون تدخل بشري نادرة جدًا. إذ يجب جمع عدة مئات من محار اللؤلؤ أو بلح البحر وفتحها وبالتالي قتلها؛ للعثور على لؤلؤة برية واحدة. لقرون عديدة كانت هذه هي الطريقة الوحيدة للحصول على اللؤلؤ، لذلك كانت أسعار اللؤلؤ غالية بشكل غير عادي في الماضي. يتم تكوين لؤلؤ الماء المالح (المزروعة) في مزارع اللؤلؤ باستخدام التدخل البشري والعمليات الطبيعية.
تعيش إحدى عائلات اللؤلؤة الصدفي من ذوات الصدفتين (محار اللؤلؤ) في البحر، بينما تعيش عائلة أخرى -مجموعة مختلفة تمامًا من ذوات الصدفتين- في المياه العذبة. وهي تُعرف أيضا ببلح البحر النهري مثل: بلح بحر لؤلؤ المياه العذبة. يمكن أن تنمو لآلئ المياه المالحة في عدة أنواع من محار اللؤلؤ البحري التي تندرج تحت عائلة المحارات الجناحية. تنمو لآلئ المياه العذبة ضمن أنواع معينة ولكن ليس كلها، من بلح البحر في المياه العذبة من نوع Unionida، التي تندرج تحت عائلات محارية نهرية، وحاملات اللؤلؤ.

## عقد اللؤلؤ
مادة صلبة ناعمة قزحية اللون تشكل بطانة بعض الأصداف وتستخدم في صنع الأزرار والحلي.

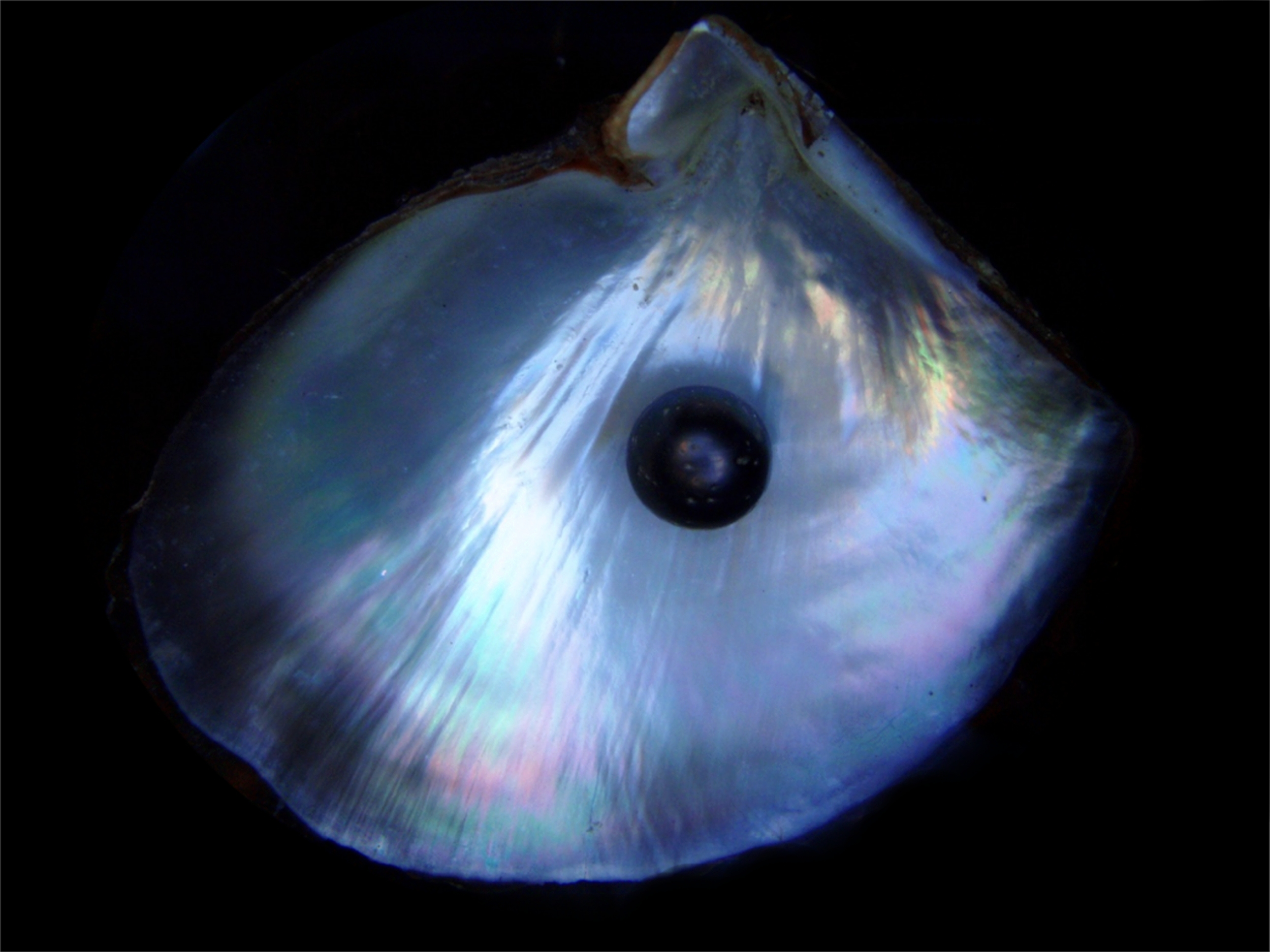
لؤلؤة سوداء وصدفة محار اللؤلؤ ذو الشفاه السوداء. الألوان المتقزحة تنشأ من طبقات الصدف.

## الخصائص الفزيائية
يعتمد البريق الفريد من نوعه على انعكاس الضوء وانكساره وانحرافه من الطبقات الشفافة. كلما كانت طبقات اللؤلؤ أرق وأكثر عددًا كان لمعانها أدق. التقزح اللوني الذي تظهره اللآلئ ناتج عن تداخل الطبقات المتتالية، مما يؤدي إلى انكسار الضوء المتساقط على السطح. بالإضافة إلى ذلك يمكن صبغ اللؤلؤ خاصة لآلئ المياه العذبة المستزرعة باللون الأصفر أو الأخضر أو الأزرق أو البني أو الوردي أو الأرجواني أو الأسود. إن أفضل اللآلئ لها بريق معدني يشبه المرآة.
كون اللؤلؤ مصنوع أساسًا من كربونات الكالسيوم يمكن إذابته في الخل. إن كربونات الكالسيوم سريع التأثر حتى بمحلول حمضي ضعيف لأن البلورات تتفاعل مع حمض الأسيتيك في الخل لتكوين أسيتات الكالسيوم وثاني أكسيد الكربون.

## أشكال اللآلئ وتكوينهًًا
اللآلئ قد تكون على شكل حبة الأرز أو كروية أو كمثرية الشكل أو على شكل أزرار أو غير منتظمة الشكل ويتم تقييمها حسب هذا الترتيب. وتعرف اللآلئ التي توجد ملتصقة بالسطح الداخلي للصدفة مجازًا باسم (لآلئ البثور)
أفضل أنواع الآلئ عادة تكون بيضاء اللون وفي بعض الأحيان تكون بلمسة عاجية اللون أو زهري خفيف وكذلك قد يشوبها لمسة من اللون الأصفر والأخضر أو الأزرق والبني والأسود. اللآلئ السوداء غالية جدًا بسبب ندرتها.
البريق أو التألق الفريد للآلئ يعتمد على انعكاس وانكسار الضوء من الطبقات النصف شفافة وهي أدق في التناسب وكلما كانت الطبقات أقل كثافة وأكثر عددًا.
التألق الذي يظهر من بعض الآلئ بسبب تداخل الطبقات المتتابعة والتي تكسر الضوء الساقط على سطحها.

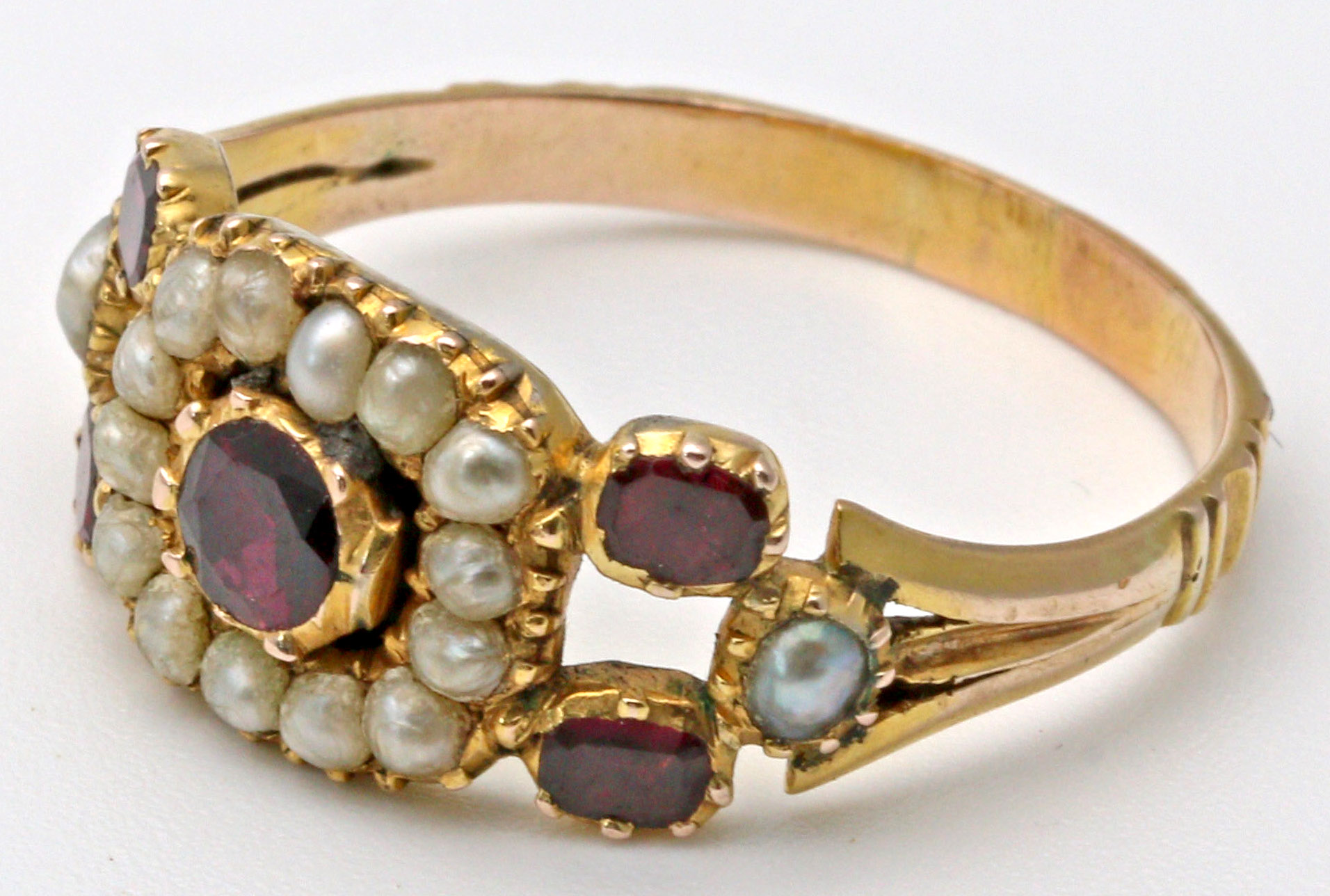
خاتم ذهب من اللؤلؤ البذرة الجورجية

اللؤلؤ لا تقطع أو تصقل كالأحجار الأخرى. هي ناعمة جدًا وتتأثر بالأحماض والحرارة وبوصفها مواد عضوية، فهي عرضة للتحلل.
اللآلئ الثمينة يتم الحصول عليها من محار الماء المالح (خاصة نوع Pinctata) وكذلك من محار الماء العذب (خاصة نوع Hyriopsis) ويوجد أكبر مركز للآلئ الطبيعية في العالم في الخليج العربي والذي يقال أنه ينتج أفضل لآلئ الماء المالح وهناك مصادر هامة أخرى منها سواحل الهند والصين واليابان وأستراليا وجزر المحيط الهادي المختلفة وفنزويلا وأمريكا الوسطى وأنهار أوروبا وأمريكا الشمالية وفي العصور القديمة كان البحر الأحمر مصدرًا هامًا لصيد اللؤلؤ.

### التكوين
تتشكل اللآلئ داخل قشرة بعض الرخويات كآلية دفاعية ضد مهيج محتمل مثل الطفيلي داخل القشرة، أو هجوم من الخارج يؤذي نسيج الجدار المبطن. يخلق الرخوي كيسًا من اللؤلؤ لسد التهيج. وبالتالي فإن اللآلئ هي نتيجة استجابة مناعية مماثلة للتي في جسم الإنسان لالتقاط المُسْتَضَدّ (مولد الضد) بالخلية البلعمية (البلعمة).
يرسب الجدار المبطن للرخويات (الغشاء الواقي) طبقات من كربونات الكالسيوم (CaCO3) على شكل أراجونيت معدني أو خليط من الأراجونيت والكالسيت (أشكال متعددة لها نفس الصيغة الكيميائية، ولكن بهياكل بلورية مختلفة) المتماسكة معًا بواسطة مركب عضوي يشبه القرن يسمى كونشيولين (conchiolin). يُطلق على مزيج الأراجونيت والكونشيولين اسم الصدف، والذي يقوم بتكوين عرق اللؤلؤ. ونادرًا ما يحدث الاعتقاد الشائع بأن حبة الرمل تعمل كمسبب للتهيج. تشمل المحفزات النموذجية المواد العضوية والطفيليات أو حتى الضرر

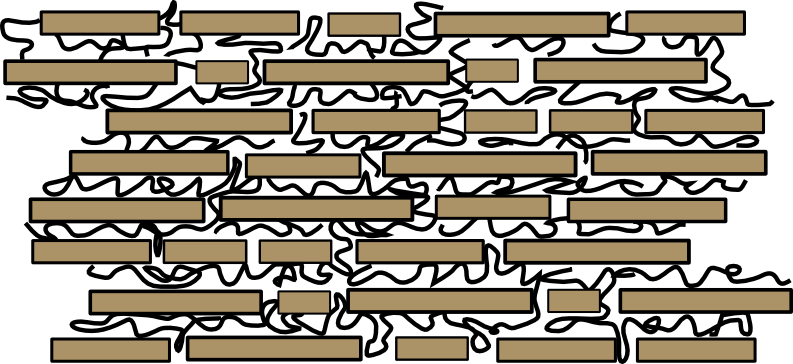
هيكل طبقات الصدف حيث يتم فصل ألواح الأراجونيت بواسطة بوليمرات حيوية مثل: الكايتين واللوسترين والبروتينات الشبيهة بالحرير.

الذي يزيح نسيج الغشاء الواقي إلى جزء آخر من جسم الرخويات. تدخل هذه الجسيمات أو الكائنات الحية الصغيرة عندما تكون صمامات الغلاف مفتوحة للتغذية أو التنفس. في اللآلئ
المستزرعة يكون المسبب للتهيج عادةً عبارة عن قطعة مُدخلة من ظهارة الغشاء الواقي، مع أو بدون حبة خرز (لآلئ مزروعة بالخرز أو بدون خرزة).

## لآلئ المياه العذبة والمياه المالحة
قد تبدو لآلئ المياه العذبة والمياه المالحة متشابهة في بعض الأحيان، لكنها تأتي من مصادر مختلفة.
تتشكل لآلئ المياه العذبة في أنواع مختلفة من بلح بحر المياه العذبة، من عائلة المحاريات النهرية، التي تعيش في البحيرات والأنهار والبرك وغيرها من المسطحات المائية العذبة. إن بلح بحر لؤلؤة المياه العذبة لا تتواجد في المناخات الأكثر سخونة فحسب، ولكنها أيضًا في المناطق الأكثر برودة والأكثر اعتدالًا مثل اسكتلندا (حيث يتم حمايتها بموجب القانون). تأتي

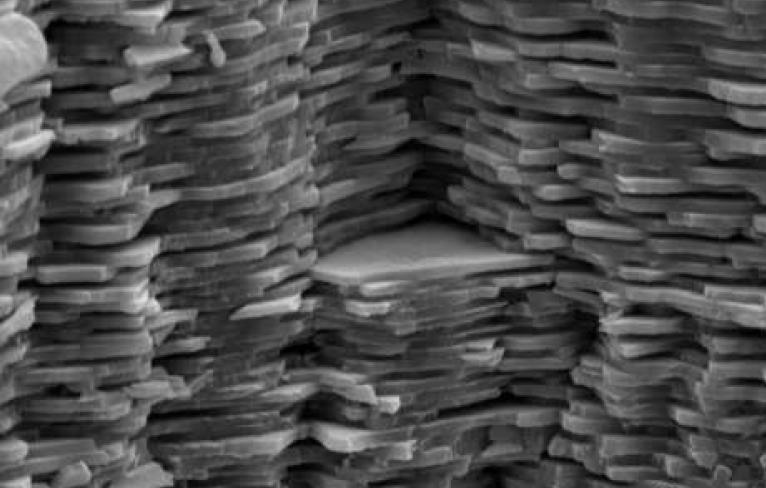
صورة بالمجهر الإلكتروني لسطح مكسور من الصدف

معظم لآلئ المياه العذبة المستزرعة التي تباع اليوم من الصين.
تنمو لآلئ المياه المالحة داخل محار اللؤلؤ، عائلة المحارات الجناحية، التي تعيش في المحيطات. يزرع محار لؤلؤ المياه المالحة عادة في البحيرات المحمية أو الجزر المرجانية البركانية.

## أنواع اللؤلؤ

### لؤلؤ الأكويا Akoya
وهو النوع الكلاسيكي الذي يعرفه الناس، وهو الذي يُستخدم في صنع القلائد وغيرها من المجوهرات، تنتج اليابان والصين لآلئ أكويا المزروعة

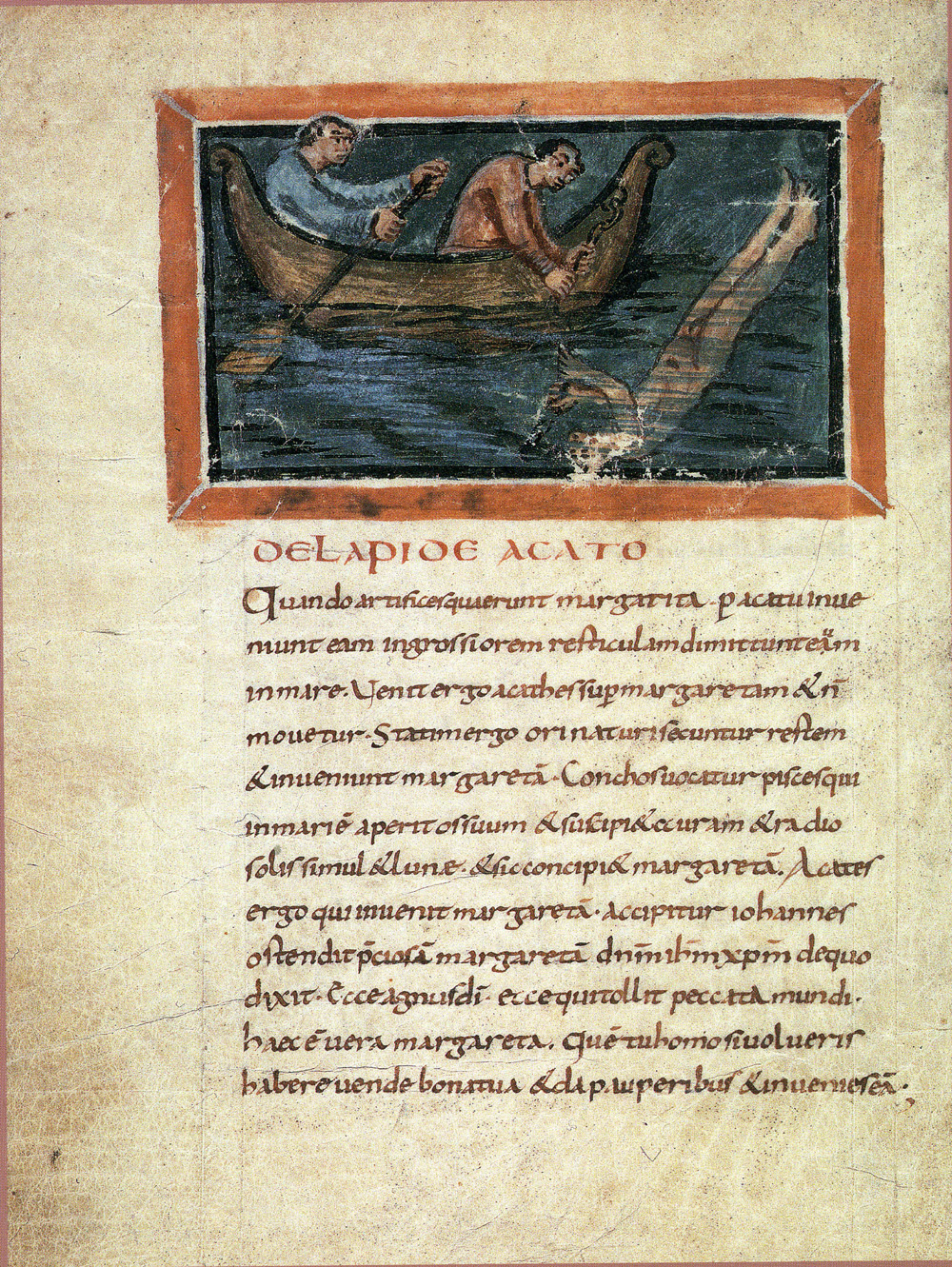
اصطياد اللؤلؤ ، برن فيزيولوجوس (القرن التاسع)

### اللؤلؤ التاهيتي
يُزرع حول جزر بولينيزيا الفرنسية، وقد يكون رمادي أو بني أو أسود اللون، ويمكن أن يكون لها إيحاءات زرقاء أو خضراء أو وردية أو أرجوانية اللون

### لآلئ المياه العذبة
هذه اللآلئ هي الأكثر شيوعًا بين المتسوقين ومصممي المجوهرات، بسبب الأحجام والأشكال والألوان المتنوعة، بالإضافة إلى أن سعرها أقل

### لآلئ بحر الجنوب
تعد اندونيسيا واستراليا والفلبين مصادر رئيسية لهذه اللآلئ في المياه المالحة، يمكن أن تكون ألوانها بيضاء أو فضية أو ذهبية حسب نوع المحار 

### لآلئ الميلو Melo melo pearls[11]

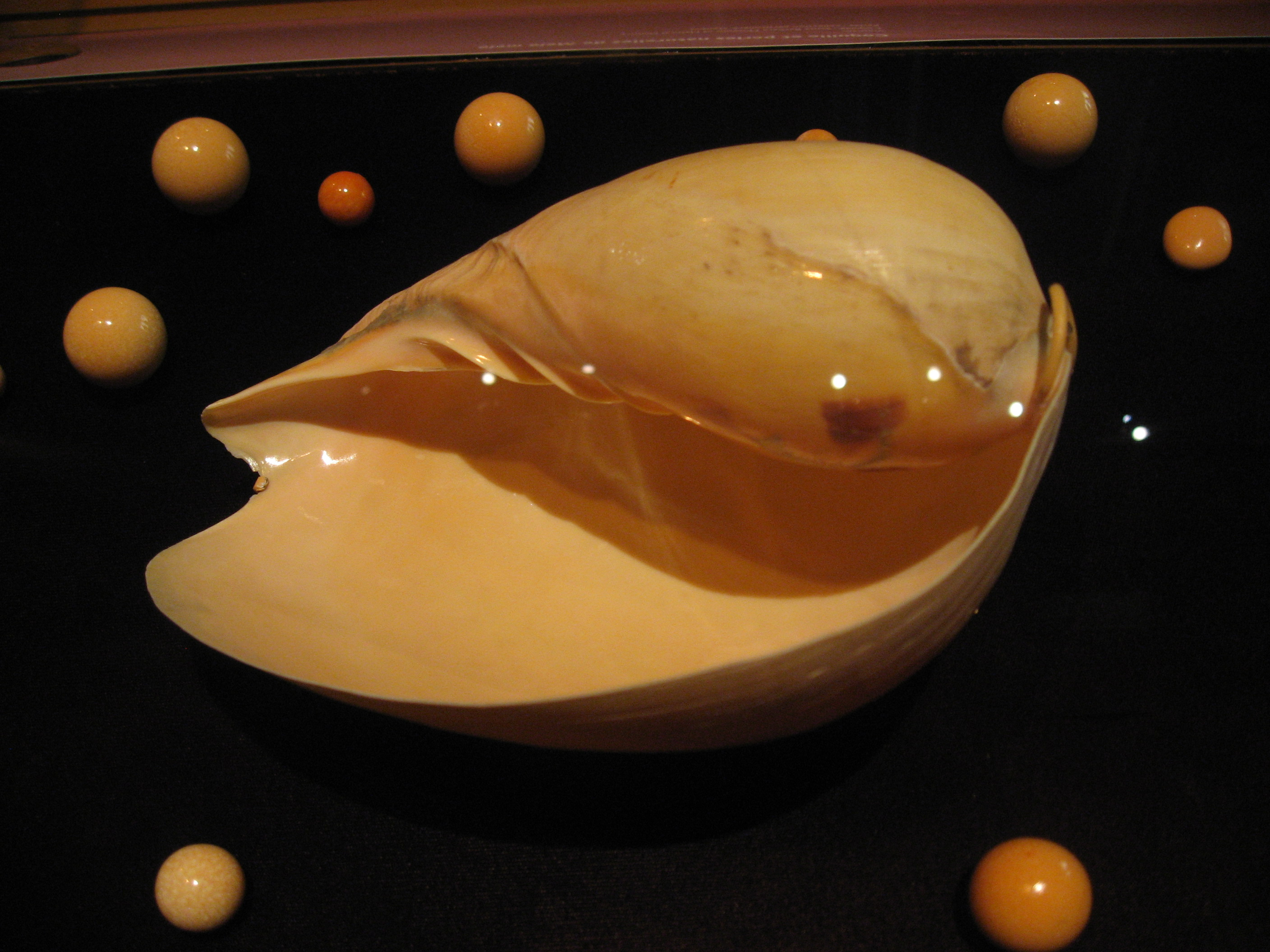
صدفة حلزونية هندية تدعى ميلو ميلو، محاطة بعدد من اللآلئ من نفس النوع

لآلئ الميلو ليست صدفية، بل هي من حلزون الميلو، تتميز ببريقها الناعم وألوانها المذهلة والأنيقة، هذه اللآلئ نادرة بشدة، لذلك فقيمتها عالية، تتراوح ألوانها من الأصفر الباهت إلى البرتقالي، وتعتبر هذه اللآلئ أصلب من اللآلئ التقليدية (2.5 - 4 موس) وهذا يجعله يستمر لعقود عديدة إذا تم الاعتناء به بشكل صحيح.

## زراعة لآلئ الماء المالح

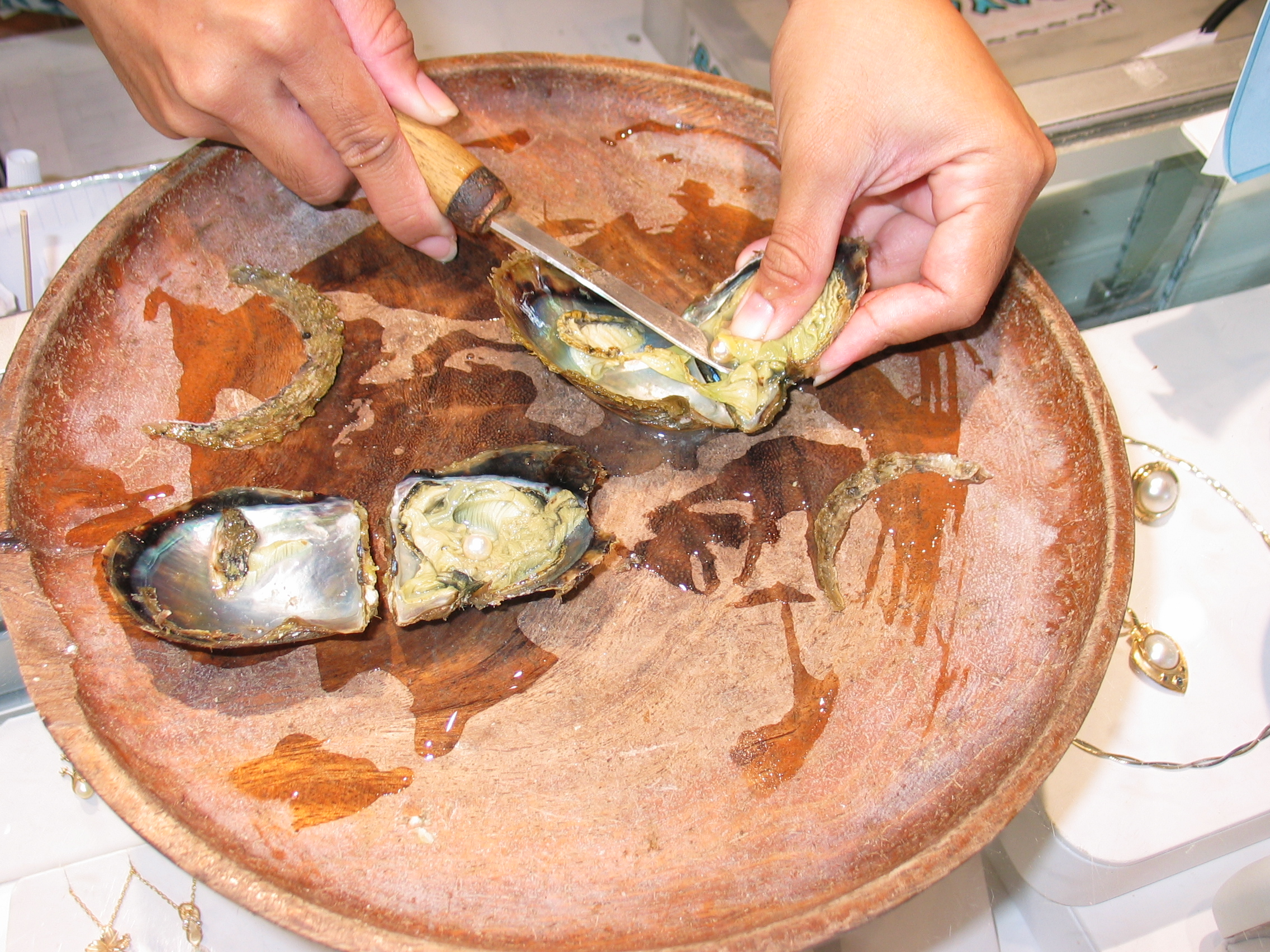
لؤلؤة تُستخرج من محار لؤلؤ أكويًًا

يُنتَج معظم محصول العالم من لآلئ الماء المالح (المزروعة) من اليابان الذين أتقنوا أساليب زراعة اللؤلؤ في الماء المالح.
وتنتج هذه اللآلئ بوضع خرزة صغيرة من عرق اللؤلؤ بداخل نسيج الجدار المبطن للمحارة في جسم المحارة ثم توضع المحارات في أقفاص مغلقة في خلجان محمية لفترة من الزمن (تصل إلى 4 سنوات) التي تتطلبها لتكوين لؤلؤة.

## معايير جودة اللؤلؤ الطبيعي
هناك مجموعة من المعايير المتَّبعة للمقارنة بين اللؤلؤ الطبيعي وغيره من حيث الجودة، وهي:
1. اللمعان، ويعد أكثر المعايير أهمية لتحديد الجودة، فكلما كانت اللؤلؤة أكثر توهجًا زادت قيمتهًًا
2. الحجم، فاللآلئ الأكبر حجمًا نادرة أكثر، لذلك فهي أغلى ثمنًًا
3. نعومة السطح
4. اللون، توجد اللآلئ بألوان مختلفة، كالأصفر، البنفسجي، الأسود وغيرها [12]

## معلومات عن اللؤلؤ
- اللؤلؤ هو الحجر الكريم الوحيد الذي يأتي من كائن حي
- في سنة 2206 قبل الميلاد كتب مؤرخ صيني عن اللآلئ لأول مرة
- في سنة 1917 استبدل (pierre cartier) خيطًا مزدوجًا من اللؤلؤ الطبيعي بقصر في مدينة نيويورك
- في سنة 1893 نجح ميكيموتو كويتشي في زراعة لؤلؤة في اليابان
- يُقدَّر أن 99% من اللآلئ الموجودة في السوق اليوم مزروعة
- يستغرق تشكيل اللؤلؤ 6 أشهر على الأقل
- بلغت نسبة وفيات الغواصين في البحث عن اللؤلؤ 50% في نهاية القرن التاسع عشر وبداية القرن العشرين [13]
- أغلى لؤلؤة في العالم تبلغ قيمتها 100 مليون دولار، ويبلغ طولها 26 بوصة وتزِن حوالي 75 باوند، وهي أكبر لؤلؤة معروفة حتى الآن.[14][15]

## الجدول الزمني لإنتاج اللؤلؤ
بدأت ميتسوبيشي في استزراع اللؤلؤ بمحار لؤلؤ البحر الجنوبي في عام 1916، وذلك بمجرد أن تم تسويق براءة اختراع التكنولوجيا. أما بحلول عام 1931 فقد كان هذا المشروع يظهر علامات النجاح، لكن وفاة تاتسوهي ميز أفسدت تقدم المشروع. وعلى الرغم من استئناف المشروع بعد وفاة تاتسوهي، فقد توقف العمل في المشروع مع بداية الحرب العالمية الثانية قبل تحقيق إنتاج كبير من اللؤلؤ.
وبعد الحرب العالمية الثانية بدأت مشاريع جديدة للؤلؤ البحر الجنوبي خلال أوائل الخمسينيات من القرن الماضي في خليج كوري وميناء إيسينغتون في أستراليا وبورما. شاركت الشركات اليابانية في جميع المشاريع باستخدام فنيين من مشاريع ميتسوبيشي البحر الجنوبي (Mitsubishi South Sea) الأصلية قبل الحرب. يعد خليج كوري الآن موقعًا لواحدة من أكبر وأشهر مزارع اللؤلؤ التي يملكها باسبيلي (Paspaley)، أكبر مُنتِج للؤلؤ بحر الجنوب في العالم.
وفي عام 2010 تفوقت الصين على اليابان في إنتاج لؤلؤ أكويا. وتوقفت اليابان تقريبًا عن إنتاجها من لآلئ أكويا التي يقل حجمها عن 8 ملم. ومع ذلك تحافظ اليابان على مكانتها كمركز لمعالجة اللؤلؤ، وتستورد غالبية إنتاج لؤلؤ أكويا الصيني. ومن ثم تتم معالجة هذه اللآلئ (غالبًا ما تتم مطابقتها وفرزها ببساطة)، وإعادة تسميتها كمنتج ياباني وتصديرها.
في العقدين الماضيين تم إنتاج اللؤلؤ المستزرع باستخدام محار أكبر في جنوب المحيط الهادئ والمحيط الهندي. إن أكبر محار اللؤلؤ هو بينكتادا ماكسيما (Pinctada maxima)، والذي يبلغ حجمه تقريبًا حجم طبق العشاء. وتتميز لآلئ بحر الجنوب بحجمها الكبير وبريقها الدافئ. والأحجام التي يصل قطرها إلى 14 مم ليست شائعة. أما في عام 2013 فقد قامت شركة أندونيسيا بيرل (Indonesia Pearl) بتوريد 43 بالمائة من السوق الدولية لآلئ بحر الجنوب. والمنتجون الرئيسيون الآخرون هم: أستراليا والفلبين وميانمار وماليزيا.

## قياس الوزن بالموم والمثقال
بالنسبة للعديد من بَاعَةٌ اللؤلؤ المستزرع وتجار اللؤلؤ فإن المقياس المفضل المستخدم لوزن اللؤلؤ، سواء المفرد منه أو المجمع في خيط هي الموم (momme). والموم هي مقياس للوزن استخدمه اليابانيون لعدة قرون. واليوم لا تزال وزن الموم هي وحدة القياس القياسية التي يستخدمها معظم بائعي اللؤلؤ للتواصل مع منتجي اللؤلؤ وتجار الجملة. والموم تقابل 1/1000 كان (kan). رفضت الحكومة اليابانية التخلي عن التقاليد وأضفت الطابع الرسمي على مقياس كان (kan) في عام 1891 على أنه 3.75 كجم بالضبط أو 8.28 رطل. وبالتالي الموم = 3.75 جرام أو 3750 ملليجرام.
في الولايات المتحدة خلال القرنين التاسع عشر والعشرين وعن طريق التجارة مع اليابان في قماش الحرير، أصبحت الموم وحدة تشير إلى جودة القماش الحريري.
على الرغم من أن نطاق حجم المليمتر هو عادةً العامل الأول في تحديد قيمة عقد اللؤلؤ المزروع، فإن وزن الموم لعقد اللؤلؤ سيسمح للمشتري بسرعة تحديد ما إذا كانت القلادة متناسبة بشكل لائق وكما ينبغي. وهذا صحيح بشكل خاص عند مقارنة قلادات اللؤلؤ التاهيتية والبحر الجنوبي الأكبر.
أما في مناطق أخرى فقد اعتمدو مبدأ المقارنة لتقييم اللؤلؤ، وذلك باستخدام وحدة المثاقيل والتي كانت تختلف من منطقة لأخرى. ومبدؤها يعتمد على ثقوب في طاسات يمرر من خلالها اللؤلؤ لمعرفة حجمه. وتوجد أوزان كثيرة مثل القيراط والمثقال والحبة والدوكرة والبدام والجو والرتى والباية والمزور وغيرها من الأسماء التي كانت تستخدم لقياس حجم حبة اللؤلؤ.

## في المجوهرات
يتم تحديد قيمة اللؤلؤ في المجوهرات من خلال مزيج من اللمعان واللون والحجم وقلة عيوب السطح والتناسق المناسب لنوع اللؤلؤ قيد الدراسة والذي نرغب بمعرفة قيمته. ومن بين تلك المعايير يعتبر اللمعان أهم عامل تمييز لجودة اللؤلؤ وفقًا لصائغي المجوهرات. ومع مساواة جميع العوامل فلا يزال أنه كلما كبرت اللؤلؤة زادت قيمتها. وتُعتبر اللآلئ الكبيرة المستديرة تمامًا نادرةً وذات قيمةٍ عالية. وغالبًا ما يُستخدم اللؤلؤ الذي على شكل دمعة في القلائد.

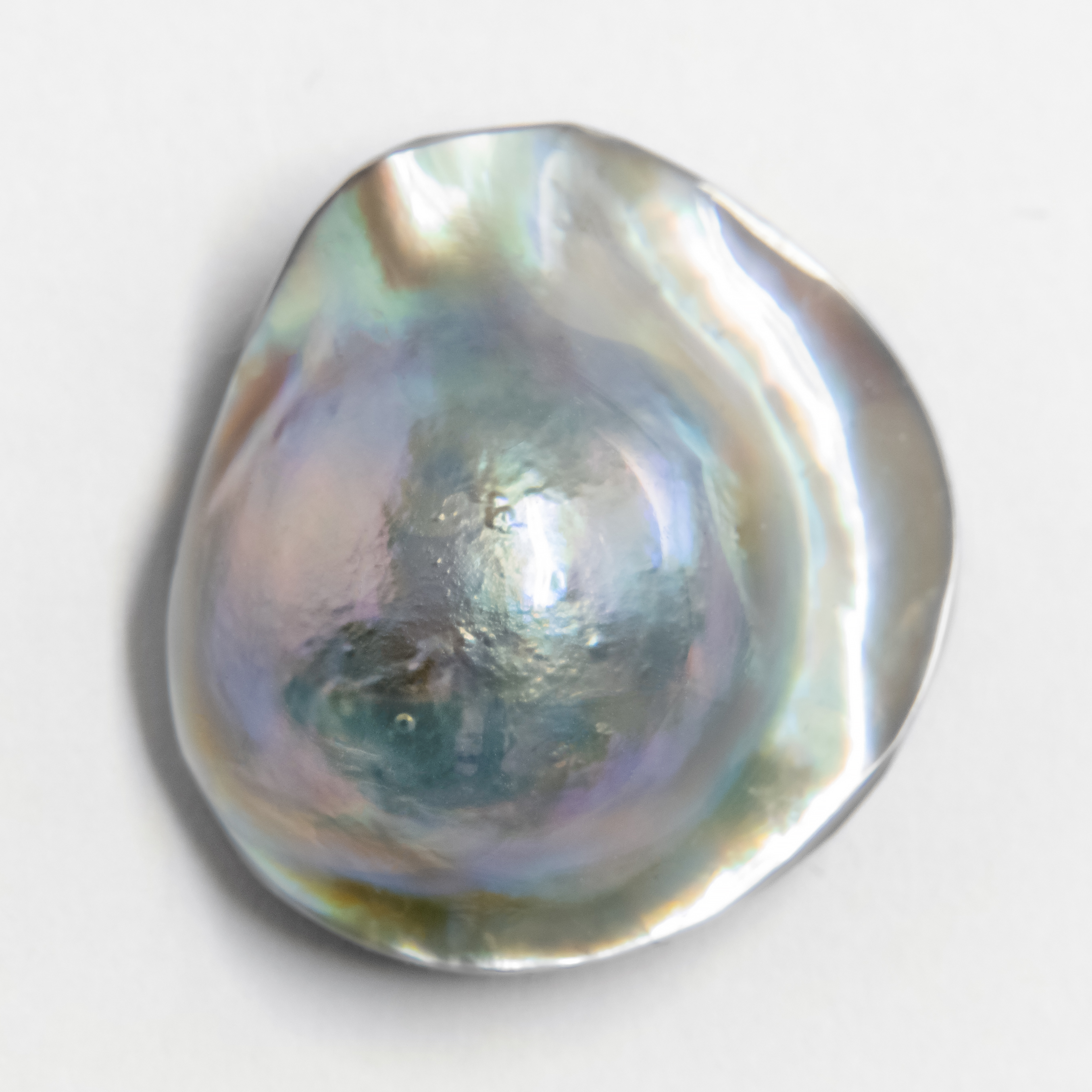
تشكلت لؤلؤة على شكل فقاعة (نفط) وكنصف كرة متدفقة على قشرة محار اللؤلؤ.

### معرض صور

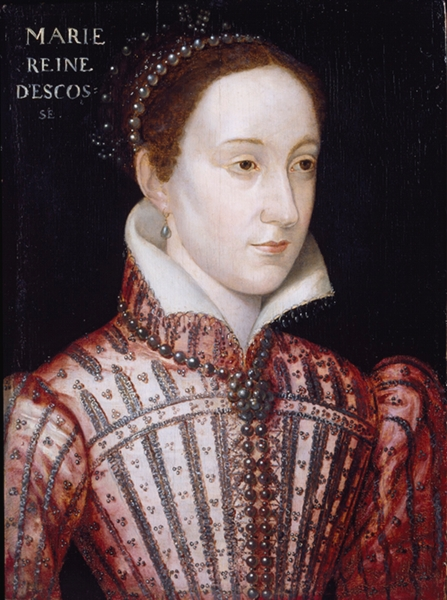
ماري ملكة اسكتلندا وهي ترتدي حبلًا من اللؤلؤ الأسود

سوار من اللؤلؤ من أربعينيات القرن التاسع عشر
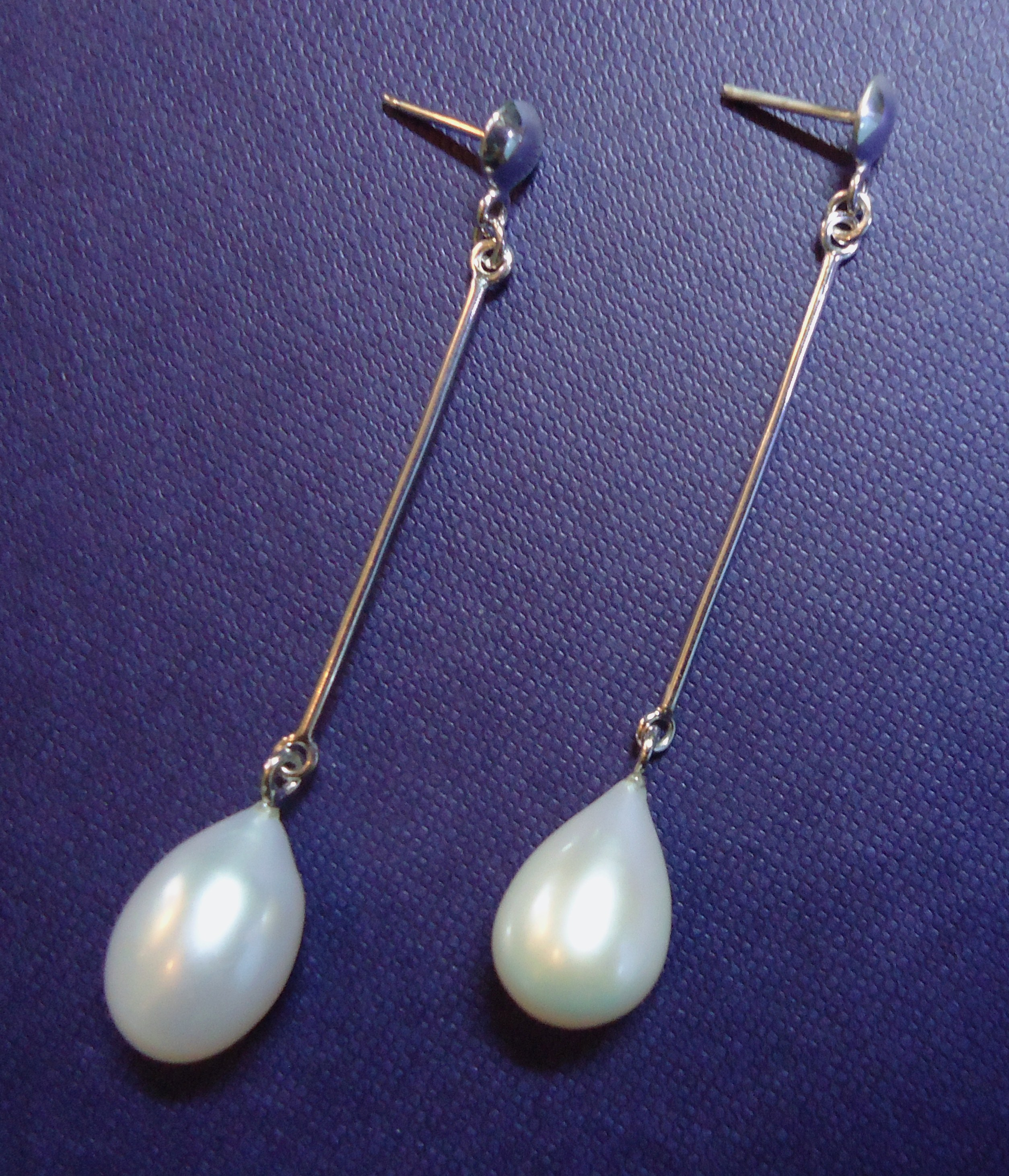
أقراط اللؤلؤ
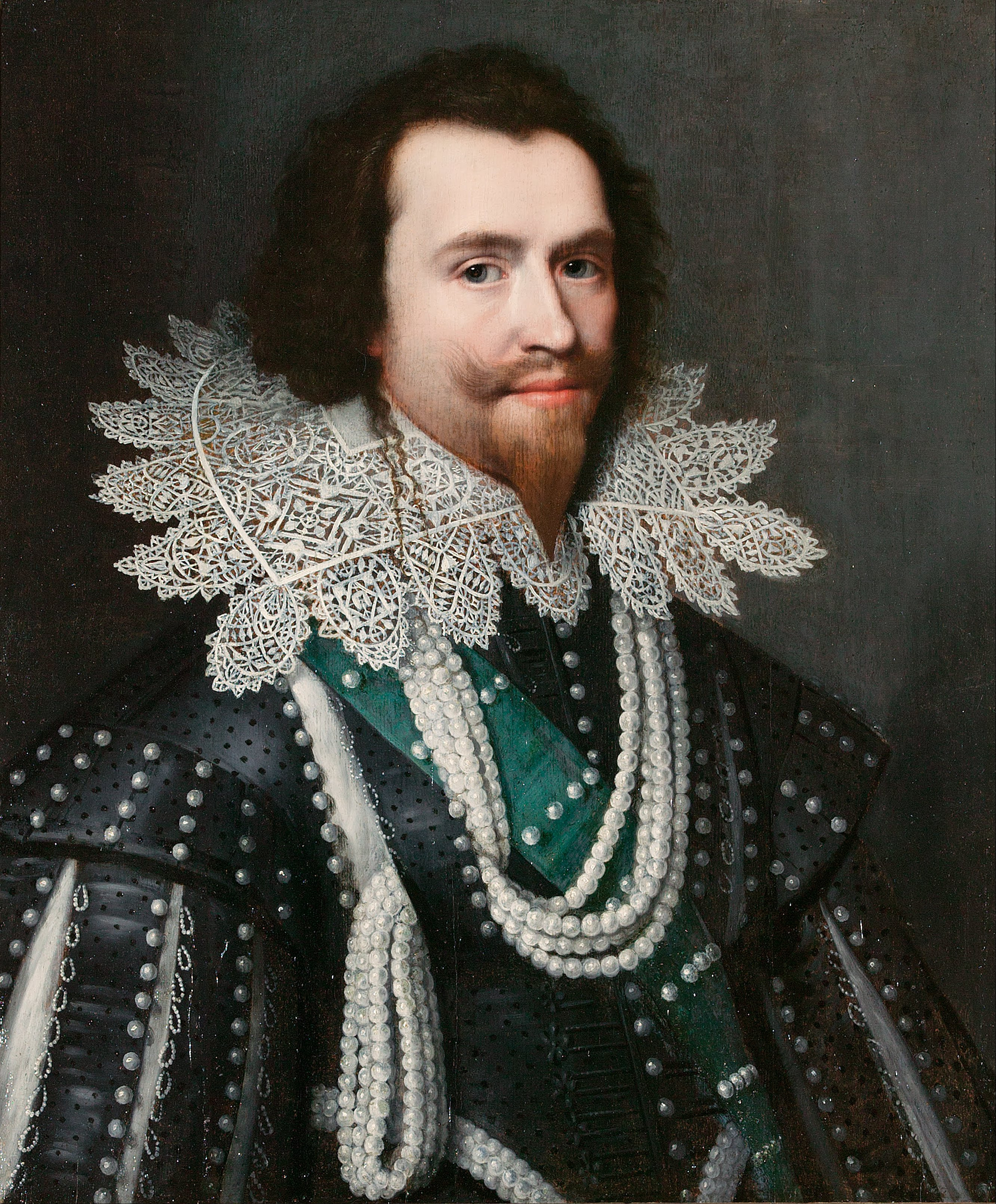
جورج فيليرز دوق باكنغهام الأول يرتدي لؤلؤاً أبيض
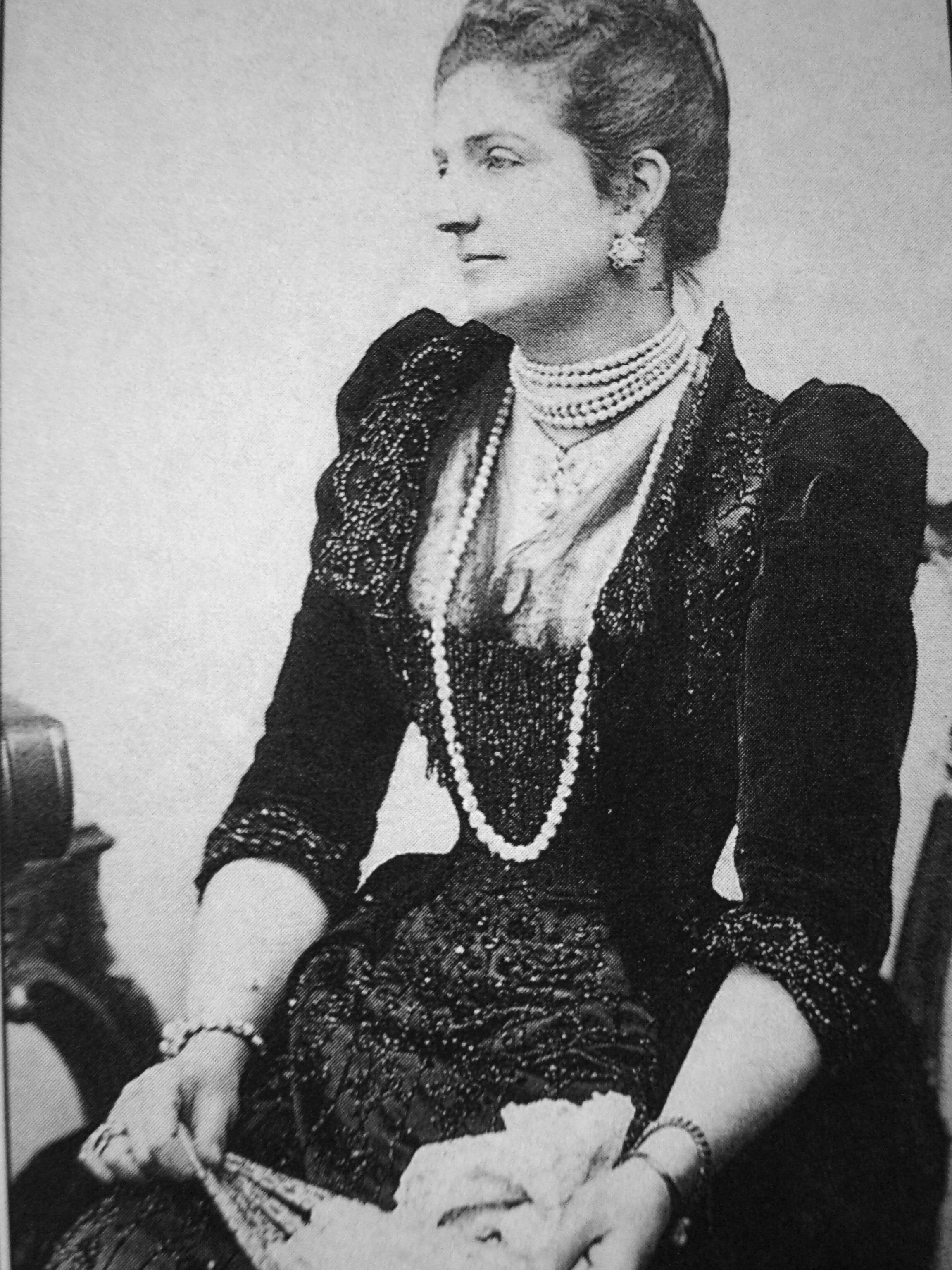
امتلكت ملكة إيطاليا مارغريتا سافوي واحدة من أشهر مجموعات اللؤلؤ الطبيعي. وهي ترتدي في الصورة قلادة متعددة الخيوط وحبل من اللؤلؤ
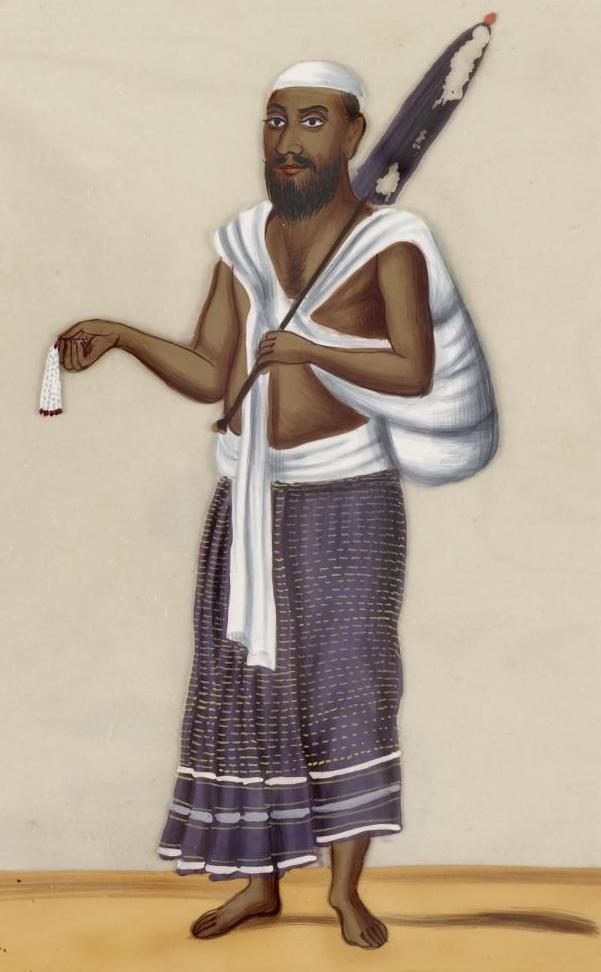
لوحة "تاجر اللؤلؤ" المسلم المرسومة على الميكا عام 1870 الهند

### الأشكال
اللآلئ بشكل عام ذات أشكال كروية، واللآلئ المستديرة تمامًا هي الشكل الأكثر ندرة والأكثر قيمة. وتستخدم الحلقات النصف دائرية أيضًا في العقود أو في القطع حيث يمكن إخفاء شكل اللؤلؤ لتبدو وكأنها لؤلؤة مستديرة تمامًا. تشبه لؤلؤة الأزرار لؤلؤة دائرية مسطحة قليلًا ويمكن أيضًا صنع قلادة منها، ولكنها غالبًا ما تستخدم في المعلقات (الحلي المتدلي) الفردية أو الأقراط حيث يتم تغطية النصف الخلفي من اللؤلؤ، مما يجعلها تبدو وكأنها لؤلؤة مستديرة أكبر.
تبدو اللآلئ التي تُشبه ثمرة الكمثري أحيانًا كلؤلؤ على شكل دمعة، وغالبًا ما تُرى في الأقراط أو المعلقات أو كلؤلؤة مركزية في قلادة. وللآلئ الباروك جاذبية مختلفة، فغالبًا ما تكون غير منتظمة للغاية بأشكال فريدة ومثيرة للاهتمام. وهذا الشكل أيضًا يتم رؤيته بشكل شائع في القلائد. وتتميز اللآلئ المحاطة بدائرة بحواف متحدة المركز أو حلقات حول جسم اللؤلؤة.
وبشكل عام يُعتبر اللؤلؤ المستنبت أقل قيمة من اللآلئ الطبيعية، بينما اللآلئ المقلدة لا قيمة لها تقريبًا. كما أن إحدى الطرق التي يمكن من خلالها لصائغي المجوهرات تحديد ما إذا كانت اللؤلؤة مزروعة أو طبيعية هي إجراء فحص بالأشعة السينية للؤلؤ. فإذا كشفت الأشعة السينية عن نواة، فمن المحتمل أن تكون اللؤلؤة من لآلئ المياه المالحة ذات النواة. أما في حالة عدم وجود نواة، ولكن تظهر بقع داخلية داكنة غير منتظمة وصغيرة تشير إلى وجود تجويف، جنبًا إلى جنب مع حلقات متحدة المركز من مادة عضوية، فمن المحتمل أن تكون اللؤلؤة من المياه العذبة المستزرعة. وغالبًا ما يتم الخلط بين لآلئ المياه العذبة المستزرعة واللآلئ الطبيعية التي تظهر على شكل صور متجانسة، تتغمق باستمرار باتجاه سطح اللؤلؤ. وفي الغالب تُظهر اللآلئ الطبيعية تجاويف أكبر حيث جفت المادة العضوية وتحللت قبل أن تحاط باللؤلؤ.

### أطوال عقود اللؤلؤ

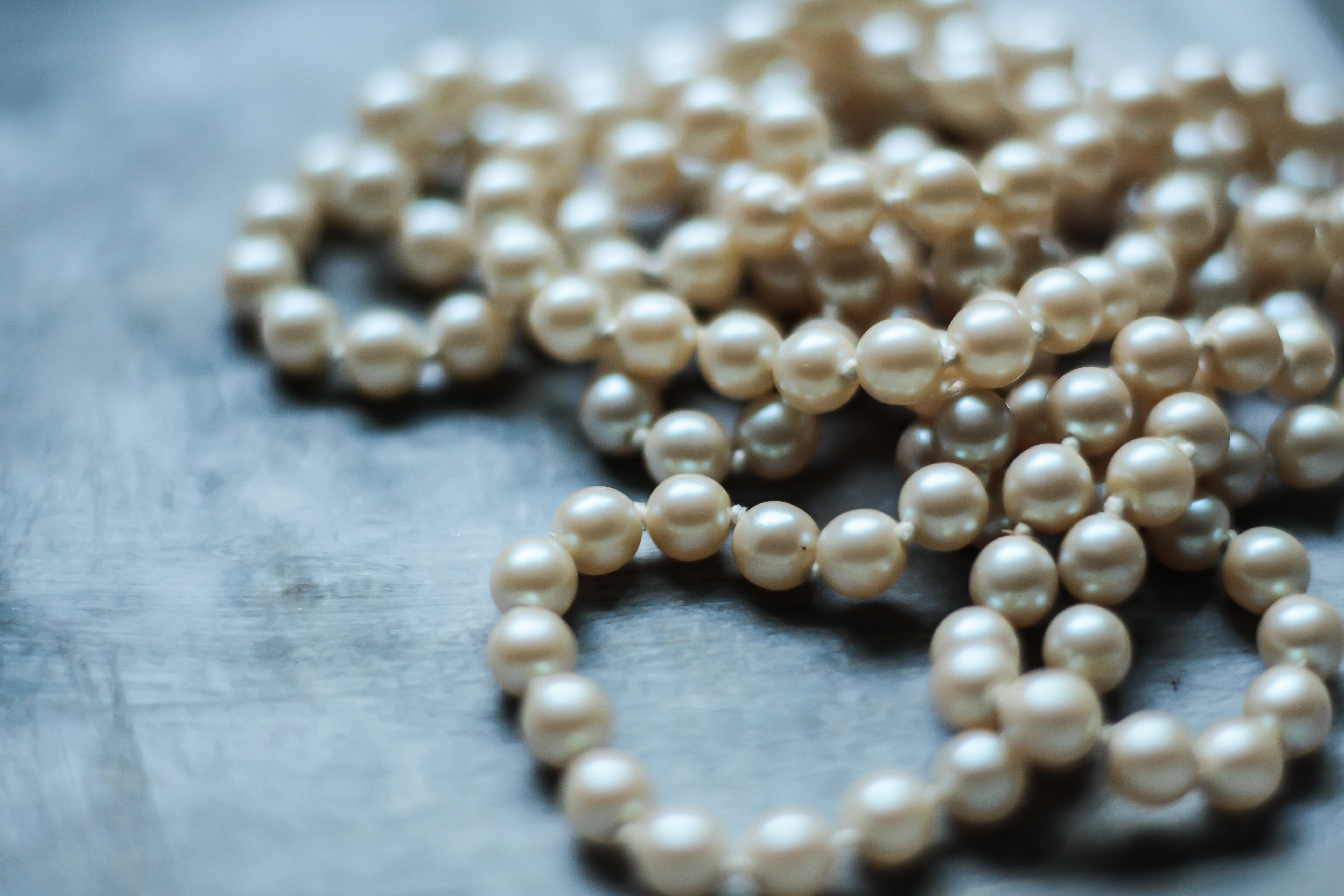
عقد لؤلؤ طويل

هناك مفردات خاصة تستخدم لوصف طول عقود اللؤلؤ. ففي حين أن معظم القلائد الأخرى يشار إليها ببساطة من خلال قياسها المادي، فإن قلادات اللؤلؤ تتم تسميتها بمدى انخفاضها وتدليها عند ارتدائها حول العنق. بحيث أن طوق يبلغ طوله من 10 إلى 13 بوصة، أو 25 إلى 33 سم، يستقر مباشرة على الحلق، ولا يتدلى أسفل العنق على الإطلاق. وغالبًا ما تتكون الأطواق من خيوط متعددة من اللؤلؤ. وقلادة اللؤلؤ الضيقة بقياس 14 إلى 16 بوصة أو 35 إلى 41 سم في الطول، تقع مباشرة عند قاعدة العنق. وحبلًا يسمى أميرة طولها يتراوح من 17 إلى 19 بوصة، أو طولها من 43 إلى 48 سم، ينزل إلى عظمة الترقوة أو يتدلى أسفلها مباشرة. وعقد ماتيني (امتداد الصباح) يكون بقياس 20 إلى 24 بوصة، أو بطول من 50 إلى 60 سم، يقع فوق الثديين مباشرة. كما أن عقد الأوبرا والذي يبلغ طوله من 28 إلى 35 بوصة، أو من 70 إلى 90 سم، سيكون طويلًا بما يكفي للوصول إلى عظمة الصدر أو القص عند مرتديها. وما زال يوجد واحدٌ أطول حبل اللؤلؤ، والذي يبلغ طوله أكثر من 45 بوصة أو 115 سم، وهو أيضًا يضم أي طول يسقط ويتدلى من العنق أكثر من الأوبرا.
يمكن أيضًا تصنيف القلائد على أنها موحدة كزي رسمي أو متدرجة في الأطوال. ففي التصنيف الموحد من اللآلئ، يتم تصنيفها جميعًا على أنها بنفس الحجم، ولكنها في الواقع تقع في نطاق محدد. فخيط زي موحد من لآلئ أكويا على سبيل المثال، سيكون قياسه في حدود 0.5 مم. بلذلك لن يكون طول الخصلة 7 مم، ولكن سيكون 6.5-7 مم. فلآلئ المياه العذبة ولآلئ تاهيتي ولآلئ البحر الجنوبي كلها تصل إلى مليمتر كامل فرق طول بين القلائد عند اعتبارها موحدة.
أما ضفيرة اللؤلؤ المتدرجة فغالبًا يكون لها 3 مم على الأقل من التمايز من عقود الأطراف إلى القلادة المركزية. وقد شاع في الولايات المتحدة خلال الخمسينيات من القرن الماضي من قِبَل الجنود الأمريكيين الذين جلبوا خيوطًا من لآلئ أكويا المستزرعة إلى الوطن من اليابان، كان حبلًا متدرجًا 3.5 موم، أي يتراوح الطول من 3 مم إلى 7 مم. وكان بأسعار معقولة أكثر من العقد الموحد لأن معظم لآلئه كانت صغيرة.

### الألوان
يمكن أيضًا تصنيف الأقراط والقلائد حسب درجة لون اللؤلؤة؛ حيث تأتي لآلئ المياه المالحة والمياه العذبة بألوان مختلفة. ففي حين أن لآلئ المياه المالحة البيضاء والسوداء مؤخرًا هي الأكثر شيوعًا إلى حد بعيد، فمن الممكن العثور على صبغات لونية أخرى على لآلئ المحيطات. حيث يمكن العثور على لآلئ المياه المالحة باللون الوردي والأزرق ولون الشمبانيا والأخضر وحتى الأرجواني، ولكن قد يستغرق الأمر سنوات لجمع ما يكفي من هذه الألوان النادرة لتشكيل سلسلة كاملة من نفس الحجم ونفس درجة الظل.

### الإسلام

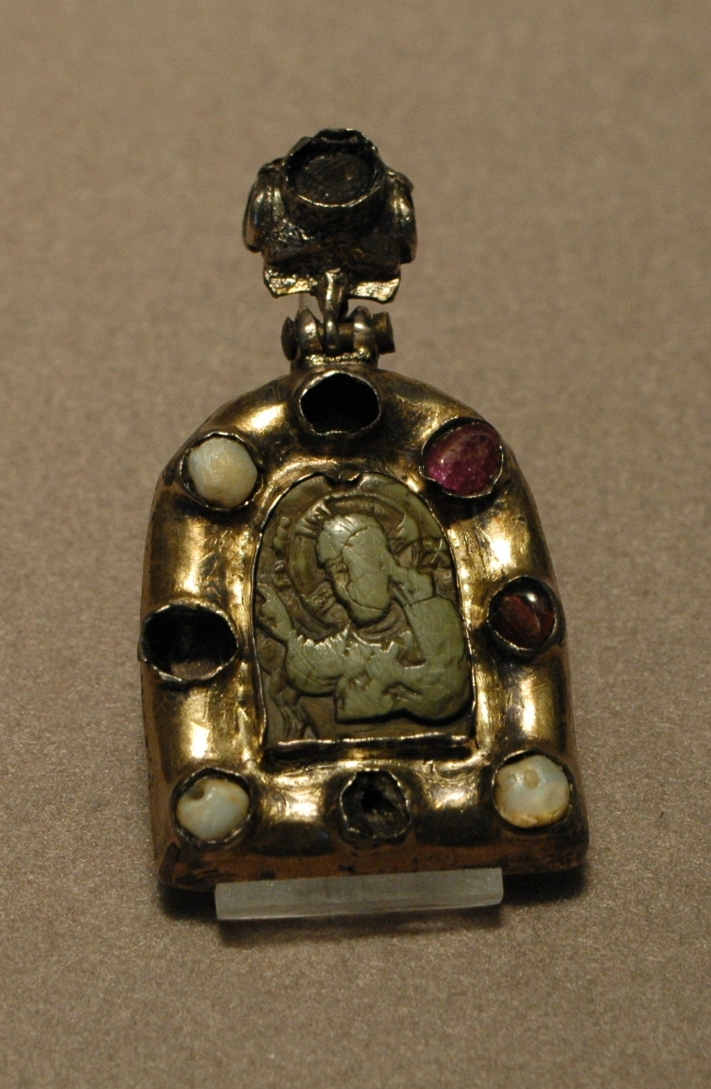
قلادة دينية تظهر نعمة المسيح، مؤطرة بالياقوت واللؤلؤ. الإمبراطورية البيزنطية من القرن الثاني أو الثالث عشر